# Poster Boy
Pour plus de détails, voir Fiche technique et Distribution.
Poster Boy est un film américain, sorti en 2004.

## Fiche technique
- Titre : Poster Boy
- Réalisation : Zak Tucker
- Scénario : Ryan Shiraki et Lecia Rosenthal
- Musique : Mark Garcia
- Pays d'origine : États-Unis
- Format : Couleurs - 1,85:1 - Stéréo
- Genre : drame
- Durée : 98 minutes
- Date de sortie : 2004

## Distribution
- Matt Newton (en) : Henry Kray
- Karen Allen : Eunice Kray
- Michael Lerner : Jack Kray
- Jack Noseworthy : Anthony
- Valerie Geffner : Izzy
- Austin Lysy : Parker
- Tighe Swanson : Sam
- Lorri Bagley : Dierdre
- Neal Huff : Marcus
- Ebon Moss-Bachrach : Charlie
- Spiro Malas : Mr Phoenix
- Kristen Schaal : Libraire
- Michelle Hurst : Professeur Silver
- Monique Gabriela Curnen : Journaliste
- Anthony Ruivivar : Daniel